# كاليب ميريل رايت
كاليب ميريل رايت (بالإنجليزية: Caleb Merrill Wright)‏ هو قاضي ومحامي أمريكي، ولد في 7 أكتوبر 1908 في جورجتاون في الولايات المتحدة، وتوفي في 12 مايو 2001.